# Przytuły (gemeente Pozezdrze)

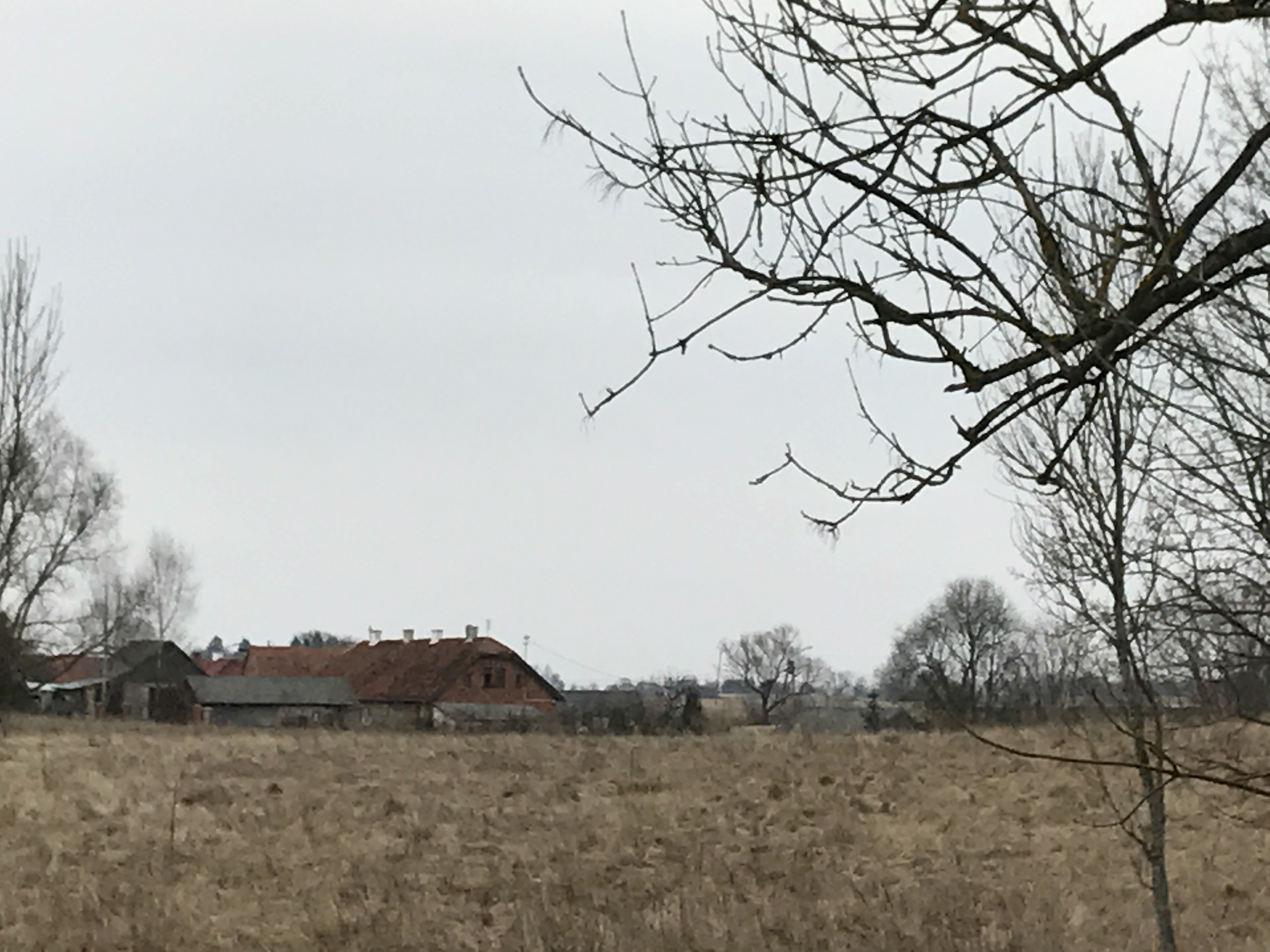
Zicht op Przytuły

Przytuły (Duits: Przytullen; 1938-1945: Kleinkutten) is een dorp in het Poolse woiwodschap Ermland-Mazurië, in het district Węgorzewski. De plaats maakt deel uit van gemeente Pozezdrze en telde 73 inwoners in 2011.

## Sport en recreatie
Door deze plaats loopt de Europese wandelroute E11. De E11 loopt van Den Haag naar het oosten, naar de grens Polen/Litouwen. Ter plaatse komt de route van het zuidwesten van Pozezdrze en vervolgt in zuidoostelijke richting via het Żabinkameer naar Jasieniec.